# Flora Uzbekistanica
Flora Uzbekistanica (abreviado Fl. Uzbekistan) fue un libro ilustrado con descripciones botánicas que fue editado en la URSS. Fue publicado en el año 1941. 